# 渤海大楼
39°07′35″N 117°12′13″E / 39.126365°N 117.203698°E
渤海大楼建于1933年，坐落在原天津法租界的主要街道杜总领事路（Rue du Chaylard）（今和平区和平路275号至281号）。作为天津租界时代留存下来的重要建筑之一，该建筑目前是天津市文物保护单位和特殊保护等级历史风貌建筑。

## 位置

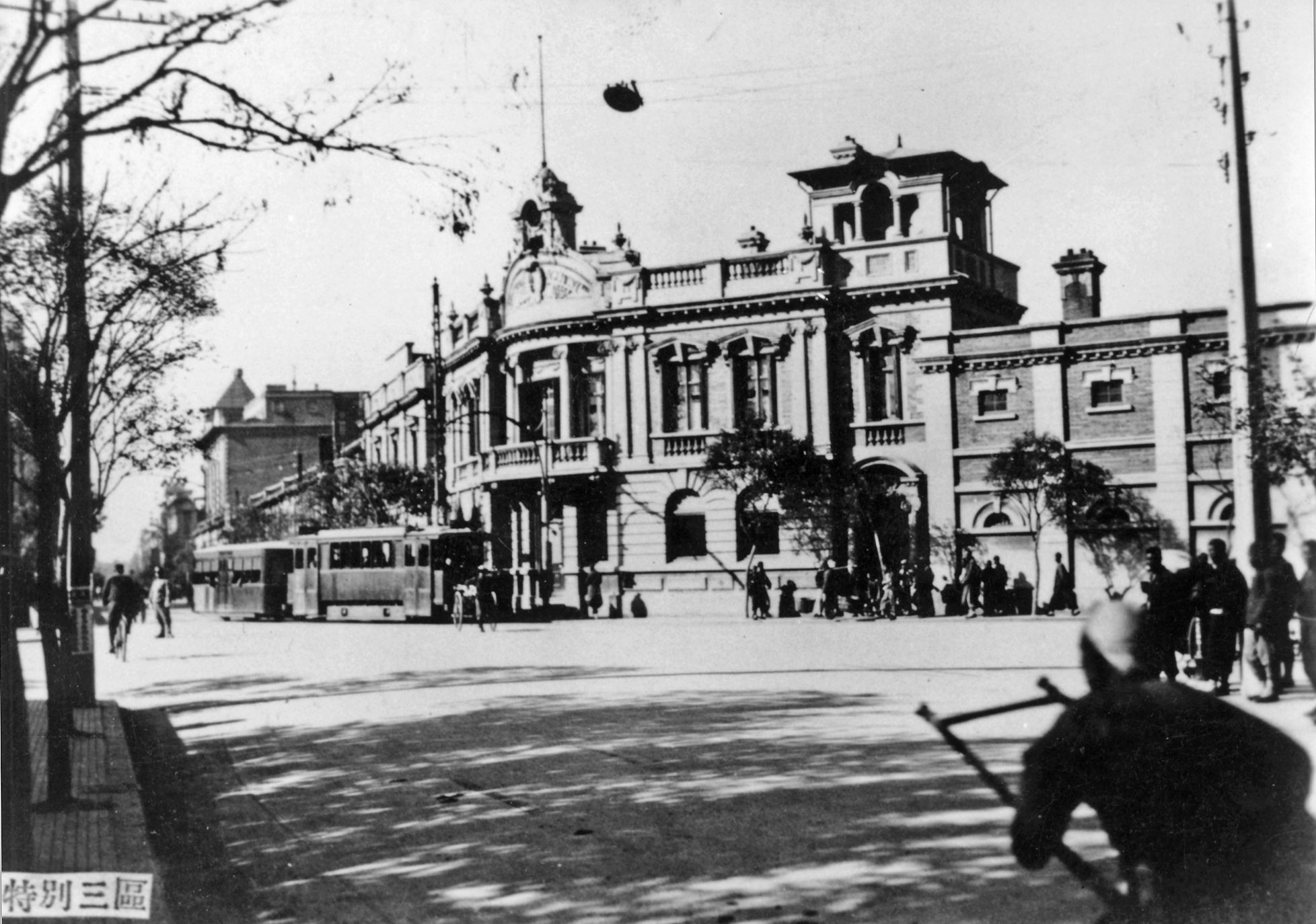
从杜总领事路（今和平路）望向渤海大楼的原址建筑

渤海大楼位于原天津法租界的主要街道杜总领事路（Rue du Chaylard）、巴斯德路（Rue Pasteur）、丰领事路（Rue Fontanier）、马诺河路（Rue de la Marne）和杜麦路（Rue Paul Doumer）五岔路口的西北角（今天津市和平区和平路、赤峰道和丹东路交口处西北角，和平路275号至281号）。

## 历史
1933年，渤海大楼由法商永和营造公司设计，清庆亲王载振与高星桥合股并由其子井陉矿务局津保售煤处总经理高渤海拆除原有建筑后投资进行建设。1936年，渤海大楼竣工，建成时为天津市最高大、最新式的现代风格高层建筑。高星桥之子高渤海以其名命名为“渤海大楼”。中华人民共和国成立后，天津市人民政府将渤海大楼改建为招待所。1966年，渤海大楼更名为“人民大楼”。1976年，唐山大地震中，渤海大楼完好无损。1979年，渤海大楼恢复原名并改为国民饭店旅店二部。目前，渤海大楼为南苑e家商务连锁酒店使用。

## 建筑

### 建筑外部

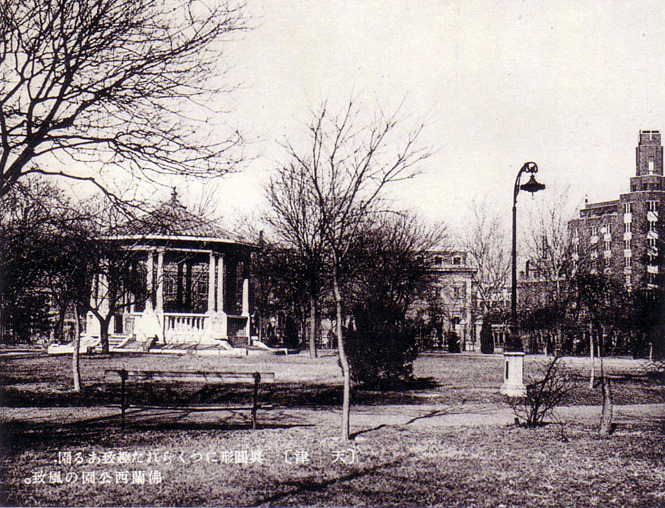
从原法国公园看渤海大楼

渤海大楼总建筑面积为4571.13平方米，其中占地面积为551.34平方米，主体为八层，局部为十层，建筑首层高5.13米，二层至八层每层高3.91米，第九层高3.16米，第十层高4.88米，主体楼顶上设有方形云亭，该云亭高3.65米，渤海大楼的总建筑高为47.47米。该建筑坐北朝南，主体为现浇钢筋混凝土全框架结构楼房，该建筑的基础作法是用美国松打方木和菲律宾木排列打梅花桩，并用碎砖混凝土垫层带地梁满堂红钢筋混凝土基础，地基形状为不规则的五边形。建筑的正立面为采光和通风的需要分别面向南面，东南面和西南面，并且东面凹进一块。该楼内部用90多根钢柱搭架焊接联成一体，用砖墙填充形成外檐墙，墙体内层用空心砖砌成，首层为碎砖混凝土，二层至九层为钢筋混凝土小肋空，十层、云亭的楼板及顶板均为现浇钢筋混凝土。渤海大楼建筑外墙曲折多变，外立面风格多样，其中首层正面墙面为浅色大理石并点缀有枣红色大理石饰以多道水平条块，一层和二层之间的外立面装饰有三道腰线，二层以上的正面墙以特制红砖填砌并以棕褐色麻面砖饰面，由三联窗组成的纵线条使整体强调竖向构图。建筑转角处采用悬挑结构使其正面的窗口突出墙面。建筑背面外檐为琉缸砖清水墙并设有双层木玻璃窗。

### 建筑内部
渤海大楼建筑内部地面为水磨石打造，各层平面布置为：建筑首层为商业店铺和营业办公室等；建筑二层的部分房间为首层商业店铺的配套建筑，剩下房间仍为营业办公室，建筑三层至七层每层9间房间，共45间房间，为内部交易用房，房间内部装饰比较简洁，上下水、暖气和公厕卫生设备齐全。这五层之间内部设有折线形通廊，而背面天井一侧设有外廊；建筑八层设有厨房、贮存间和备餐室等，由于渤海大楼从八层往上逐层收缩，因此八层的面积比下面各层小，因此所包含的房间数量也相应减少。建筑九层至十层设有电梯间和水箱间。渤海大楼内部设一部电梯，连接一层和二层主要供店铺使用的四个形式不同的小楼梯、一条从一层直通八层的主楼梯、一条九层至顶层的螺旋式小楼梯以及一条顶层至云亭的铁爬梯。该大楼是天津市早期现代高层建筑杰作之一。

## 附近建筑
- 国民饭店
- 盛锡福大楼
- 原久大精盐公司大楼

## 附近交通
- 天津公交：渤海大楼站
- 天津地铁三号线：和平路站

## 内部链接
- 高星桥
- 天津环球金融中心